# ۲۴ مهر
۲۴ مهر دویست و دهمین روز از سال در گاه‌شماری خورشیدی است. به پایان سال ۱۵۵ روز (۱۵۶ روز در سال کبیسه) باقی‌است.

## رویدادها
- ۱۳۰۸ - پایه‌گذاری کشور تاجیکستان در اتحاد جمهوری‌های شوروی با عنوان جمهوری شوروی سوسیالیستی تاجیکستان (۱۶ اکتبر ۱۹۲۹م). پیش از این اتفاق، تاجیکستان بخشی خودمختار در جمهوری ازبکستان بود.
- ۱۳۷۲ - رقابت ۲۴ مهر ۱۳۷۲ تیم ملی فوتبال ایران با تیم ملی فوتبال کره جنوبی در مرحله مقدماتی جام جهانی فوتبال ۱۹۹۴ (آسیا)
- ۱۳۸۷ - رقابت ۲۴ مهر ۱۳۸۷ تیم ملی فوتبال ایران با تیم ملی فوتبال کره شمالی در مرحله مقدماتی جام جهانی فوتبال ۲۰۱۰ (آسیا)
- ۱۳۹۱ - جنایت خیابان مدنی تهران
- ۱۳۹۲ - نخستین زنجیره انسانی حمایت از کارون ایجاد شد.
- ۱۴۰۳ - رقابت ۲۴ مهر ۱۴۰۳ تیم ملی فوتبال ایران با تیم ملی فوتبال قطر در مرحله مقدماتی جام جهانی فوتبال ۲۰۲۶ (آسیا)

## مناسبت‌ها
- روز جهانی مدیر

## زادروزها
- ۱۲۵۳ - حسن مستوفی، سیاستمدار و نخست‌وزیر ایران در دوره قاجار و دوره رضاشاه
- ۱۳۲۱ - منوچهر پوراحمد، کارگردان، تهیه‌کننده و بازیگر[۱]
- ۱۳۵۲ - رضا یزدانی، خواننده

## مرگ‌ها
- ۱۳۶۸ - مرتضی حنانه، موسیقیدان
- ۱۳۹۲ - رجبعلی طاهری، نماینده مردم کازرون در دوره اول مجلس شورای اسلامی
- ۱۴۰۰ - یوسف اسحاق‌پور، نویسنده و جستارنویس